# Непафенак
Непафена́к — нестероидный противовоспалительный препарат (НПВП) из группы производных фенилуксусной кислоты, продаваемый под торговой маркой Nevanac®, в виде рецептурных глазных капель с 0,1% раствора (Nevanac) или 0,3% раствора (Ilevro). Применяется для профилактики и лечения послеоперационной боли и воспаления, связанных с хирургической операцией по удалению катаракты. Непафенак также является пролекарством амфенака, ингибитора активности ЦОГ-1 и ЦОГ-2.
Синтезирован в 1967 году группой британских учёных в исследовательской лаборатории фирмы «Allen & Hanburys Ltd» (в настоящее время входит в состав «GlaxoSmithKline»).

## Медицинское применение
При местном применении непафенак проникает в роговицу глаза, где при помощи гидролаз в тканях глаза преобразуется в активную форму - амфенак. В свою очередь, амфенак ингибирует действие ЦОГ, фермента, необходимого для выработки простагландина.
Непафенак уменьшает проницаемость гемато-ретинального барьера, одновременно с угнетением синтеза PGE2. В условиях ex vivo подтверждено, что однократная доза непафенака при местном применении подавляет синтез простагландина в радужной оболочке/цилиарном теле (85-95%) и сетчатке/сосудистой оболочке (55%) на период до 6 ч и 4 ч соответственно.

## Показания
- профилактики и лечения боли и воспаления в послеоперационном периоде экстракции катаракты;
- снижения риска развития макулярного отёка у пациентов с сахарным диабетом в послеоперационном периоде экстракции катаракты.

## Противопоказания
- Гиперчувствительность к непафенаку или к любому из вспомогательных веществ, входящих в состав лекарственного препарата, а также к другим нестероидным противовоспалительным препаратам (НПВП).
- Бронхиальная астма, крапивница, острый ринит, вызванные приёмом ацетилсалициловой кислоты или других НПВП.
- Детский и подростковый возраст до 18 лет.

## Побочное действие

### Со стороны иммунной системы
- редко - реакции повышенной чувствительности.

### Со стороны нервной системы
- редко - головокружение;
- частота неизвестна - головная боль.

### Со стороны органа зрения
- редко - ирит, цилиохориоидальная отслойка, отложения в роговице, боль в глазу, дискомфорт в глазах, фотофобия, синдром "сухого глаза", блефарит, зуд в глазах: выделения из глаз, аллергический конъюнктивит, повышенное слезотечение, гиперемия конъюнктивы;
- частота неизвестна - кератит, точечный кератит, дефект эпителия роговицы, ощущение инородного тела в глазу, образование корок на краях век, нарушения со стороны век, перфорация роговицы, замедленное заживление роговицы, помутнение роговицы, рубец на роговице, снижение остроты зрения, раздражение глаз, отек глаз, язвенный кератит, истончение роговицы, затуманивание зрения.

### Со стороны сердечно-сосудистой системы
- частота неизвестна - повышение артериального давления.

### Со стороны дыхательной системы
- часто - синусит.

### Со стороны пищеварительной системы
- нечасто - сухость во рту;
- редко - тошнота;
- частота неизвестна - рвота.

### Со стороны кожи и подкожных тканей
- редко - растяжимость кожи (дерматохалазис), аллергический ринит.

## Фармакокинетика
Непафенак быстро абсорбируется через роговицу глаза. При трёхкратном ежедневном закапывании в оба глаза в плазме крови выявлены низкие измеряемые концентрации непафенака и амфенака через 2 и 3 ч соответственно. Cmax непафенака в плазме после местного применения составляет 0.310±0.104 нг/мл; Cmax амфенака - 0.422±0.121 нг/мл. Cmax непафенака в среднем в водянистой влаге наблюдается через 1 ч. Быстро проникает через роговицу.
Амфенак обладает высоким сродством к сывороточным альбуминам. In vitro связывание с крысиным альбумином, человеческим альбумином и человеческой сывороткой составляло 98.4%, 95.4% и 99.1% соответственно. Исследования на крысах показали, что радиоактивно меченые вещества, связанные с действующим веществом, широко распространяются в организме после однократного и многократного применения пероральных доз 14C-непафенака.
При местном применении под действием внутриглазных гидролаз непафенак подвергается быстрому гидролизу до амфенака. Дальнейший метаболизм амфенака протекает путём гидроксилирования ароматического кольца, что приводит к образованию конъюгатов с глюкуроновой кислотой. Радиохроматографический анализ, проведённый до и после гидролиза с участием P-глюкуронидазы показал, что все метаболиты были представлены в форме конъюгатов с глюкуроновой кислотой, за исключением амфенака. Амфенак является основным метаболитом в плазме - на его долю приходится около 13% общей радиоактивности, выявленной в плазме. Вторым по встречаемости в плазме был метаболит 5-гидроксинепафенак с 9% общей радиоактивности при Cmax.
После перорального приёма 14C-непафенака здоровыми добровольцами около 85% радиоактивной метки при пероральном введении 14C-непафенака обнаруживается в моче, и около 6% - в кале. Концентрации непафенака и амфенака в моче не поддаются количественному определению.

## Синтез
На текущий момент существуют и запатентованы несколько способов получения непафенака. Например, в патенте США № 4,313,949 раскрыт синтез непафенака путём обработки 2-аминобензофенона 2-(метилтио)ацетамидом в присутствии трет-бутилгипохлорита с получением 2-(2-амино-3-бензоилфенил)-2-(метилтио)ацетамида, который затем восстанавливается в присутствии никеля Ренея и кристаллизуется из изопропилового спирта с получением непафенака. Этот процесс представлен на схеме ниже.

Схема синтеза непафенака согласно патенту US4313949